# Fontána slz

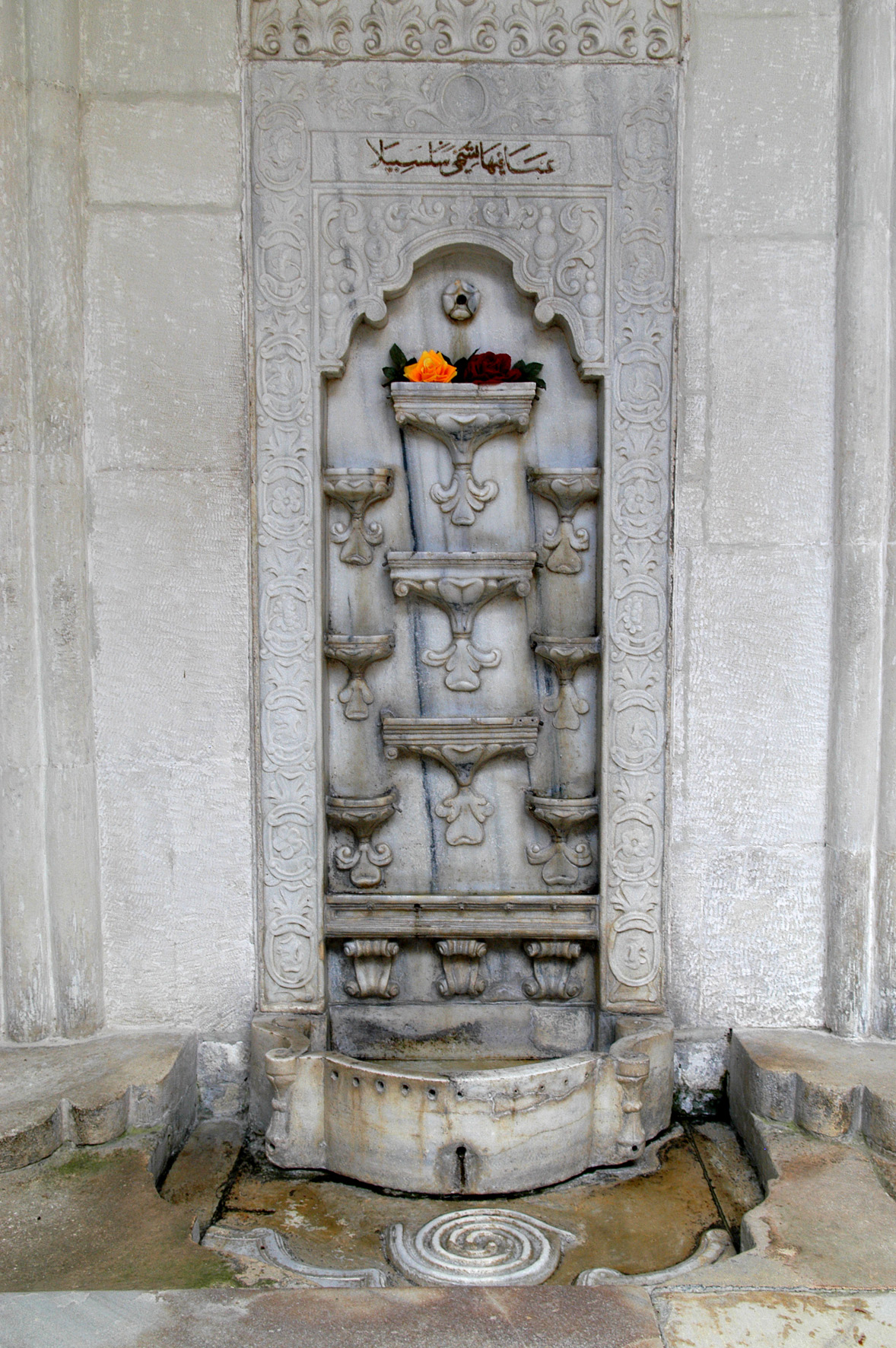
Bachčisarajská fontána

Fontána slz neboli Bachčisarajská fontána (ukrajinsky Фонта́н слі́з či Сельсебіль), je nevelká mramorová fontána z roku 1764 nacházející se v Chánském paláci v krymském městě Bachčisaraj. Fontána pouze pláče – voda v ní neteče, ale jen kape.
Tragický příběh, který se k ní váže, inspiroval básníka Alexandra Puškina k napsání romantické poemy Bachčisarajská fontána.